# Синдром Рея
Синдро́м Ре́я (англ. Reye syndrome; Reye's syndrome; варіант гострої печінкової енцефалопатії; також ще бі́ла печінко́ва хворо́ба) — рідкісний, дуже небезпечний невідкладний стан, що виникає у дітей та підлітків чоловічої статі (частіше у віці 4-15 років) під час лікування гарячки в клінічному перебігу вірусних захворювань — частіше грипу та інших ГРВІ, рідше кору, вітряної віспи, тощо, препаратами, що містять ацетилсаліцилову кислоту, і характеризується швидко прогресуючою токсичною енцефалопатією та розвитком жирової інфільтрації печінки. Синдром Рея супроводжується гіперамоніємією, підвищенням активності амінотрансфераз у сироватці крові (більш ніж у 3 рази) при нормальному рівні білірубіну.

## Історичні відомості
Синдром вперше описав австралійський патолог Дуглас Рей (англ. Ralph Douglas Kenneth Reye) у 1963 році. Хоча і раніше були випадки описів станів, схожих на синдром, але вирішили його назвати саме синдромом Рея.

## Патогенез
В основі синдрому Рея лежить генералізоване ушкодження мітохондрій внаслідок інгібування окисного фосфорилювання і порушення β-окислення жирних кислот.

## Клінічні прояви
Через 5-6 днів після початку вірусного захворювання (зокрема, при вітряній віспі — на 4-5 день після появи висипань) раптово розвиваються нудота і нестримне блювання, що супроводжується зміною психічного статусу (варіює від легкої загальмованості до глибокої коми та епізодів дезорієнтації, психомоторного збудження). В анамнезі — прийом ацетилсаліцилової кислоти або препаратів, що її містять, з метою зниження підвищеної температури.
У дітей віком до 3-х років основними ознаками хвороби можуть бути порушення дихання, сонливість і судоми, а у дітей першого року життя відзначають вибухання великого тім'ячка.
За відсутності адекватної терапії характерно стрімке погіршення стану хворого — швидкий розвиток коми, децеребраційної і декортикаційної ригідності, судом, зупинки дихання. Збільшення печінки відзначають у 40 % випадків, однак жовтяницю спостерігають рідко. Синдрому Рея властиве підвищення активності амінотрансфераз (аланінамінотрансфераза (АлАТ,АЛТ), аспартатамінотрансфераза (АсАТ, АСТ)), рівня аміаку в сироватці крові хворих.

## Прогноз
Летальність у дітей при синдромі Рея становить 20-30 %, але вона менш ніж 2 % у дітей з легким перебігом захворювання і більше 80 % — при глибокій комі. Прогноз залежить від тяжкості порушень функцій головного мозку і швидкості їх прогресування; від того, наскільки високий внутрішньочерепний тиск, і від кількості аміаку в крові (високий вміст аміаку вказує на значне пригнічення антитоксичної функції печінки). Діти, які долають гостру фазу хвороби, зазвичай видужують повністю. Якщо виникали судоми, пізніше можуть з'являтися деякі ознаки пошкодження мозку, наприклад, затримка розумового розвитку, судомні розлади, посмикування м'язів або пошкодження периферичних нервів. Синдром Рея в рідкісних випадках може виникати у однієї дитини двічі.

## Лікування
Жодне лікування не може зупинити розвиток синдрому Рея. Рання діагностика та інтенсивна терапія, спрямована на підтримку життєвих функцій, в тому числі кровообігу і дихання. Внутрішньовенно вводять рідини, електроліти і глюкозу, а також вітамін К, який запобігає кровотечі. Щоб зменшити внутрішньочерепний тиск, призначають манітол, кортикостероїди (наприклад, дексаметазон) або гліцерин. Дихання дитини може підтримуватися апаратом штучної вентиляції легенів. У деяких випадках потрібне введення катетерів в артерії і вени, щоб контролювати вміст газів в крові та артеріальний тиск.

## Профілактика
Важливо дотримуватися обережності при призначенні ацетилсаліцилової кислоти при високій температурі у дітей віком до 15 років. У цій ситуації рекомендують замінювати ацетилсаліцилову кислоту парацетамолом або ібупрофеном. У багатьох країнах розвиненої медицини призначення ацетилсаліцилової кислоти заборонене при вірусних захворюваннях.